# In-Grid
In-Grid, właśc. Ingrid Alberini (ur. 11 września 1978 w Guastalli) – włoska piosenkarka wykonująca muzykę pop i dance głównie w języku francuskim, ale także angielskim.

## Kariera
Działalność artystyczną rozpoczęła od nawiązania współpracy z włoskim duetem producentów: Alfredem „Larrym” Pignagnoli i Marco Soncinim. Zadebiutowała w lipcu 2002 singlem „Tu es foutu”, który osiągnął sukces komercyjny. Następnie wydała single „In-Tango” i „Shock”, którymi promowała swój album pt. Rendez-Vous z 2003. Dużą popularnością cieszy się szczególnie w Polsce, gdzie w 2003 była muzycznym gościem reality show Bar w telewizji Polsat, a w 2004 wystąpiła podczas polskich eliminacji do Konkursu Piosenki Eurowizji.
W 2004 wydała album pt. La vie en rose, na którym umieściła standardy francuskiej muzyki popularnej zaaranżowane w stylistyce dance. Wróciła do Polski, występując podczas koncertu „Viva la France” na festiwalu w Sopocie. W 2005 wydała album pt. Voilà !, który promowała przebojem „Mama mia”. W 2006 była jedną z jurorek Sopot Festivalu. Pod koniec listopada 2007 do radia trafiła piosenka „I Love”, którą nagrała w duecie ze Stachurskym i którą wykonała z piosenkarzem jako gość muzyczny w programie Piosenka dla Europy 2008.
W kwietniu 2009 wydała singiel „Le Dragueur”, którym zapowiadała album pt. Passion. Latem zajęła z tą piosenką czwarte miejsce w konkursie na zagraniczny hit lata podczas Sopot Hit Festiwal 2009. W 2011 wydała album pt. Lounge Musique zawierający muzykę chilloutową oraz wystąpiła jako gość specjalny w jednym z odcinków rumuńskiej wersji programu X Factor.
We wrześniu 2012 wydała singiel „La Trompette”, który nagrała we współpracy z Garym Caosem i Rico Bernasconim.

## Dyskografia

### Albumy
- 2003: Rendez-Vous – platynowa płyta w Polsce[2]
- 2004: La vie en rose – złota płyta w Polsce[3]
- 2005: Voila!
- 2009: Passion
- 2010: Lounge Musique

### Single
- 2002: „Tu es foutu”
- 2003: „In-Tango”
- 2003: „Shock”
- 2003: „I’m folle de toi”
- 2004: „Ah l’amour l’amour”
- 2004: „Milord”
- 2005: „Mama mia”
- 2005: „Oui”
- 2006: „Tu es là?” feat. Pochill
- 2006: „I Was a Ye-Ye Girl” (z Doing Time)
- 2007: „I Love” (ze Stachurskym)
- 2009: „Le Dragueur”
- 2009: „Les Fous”
- 2010: „Vive le swing”
- 2011: „Avec Toi” (z Zoe Tiganourią)
- 2012: „Падает снег” (z Żanną Friske)
- 2012: „Sweet Fairy Love” feat. Lineki & Bern
- 2012: „La Trompette” feat. Gary Caos & Rico Bernasconi
- 2012: „J’adore” (Marco Lo Russo & SCM) (z In-Grid)